# William Orlando Butler

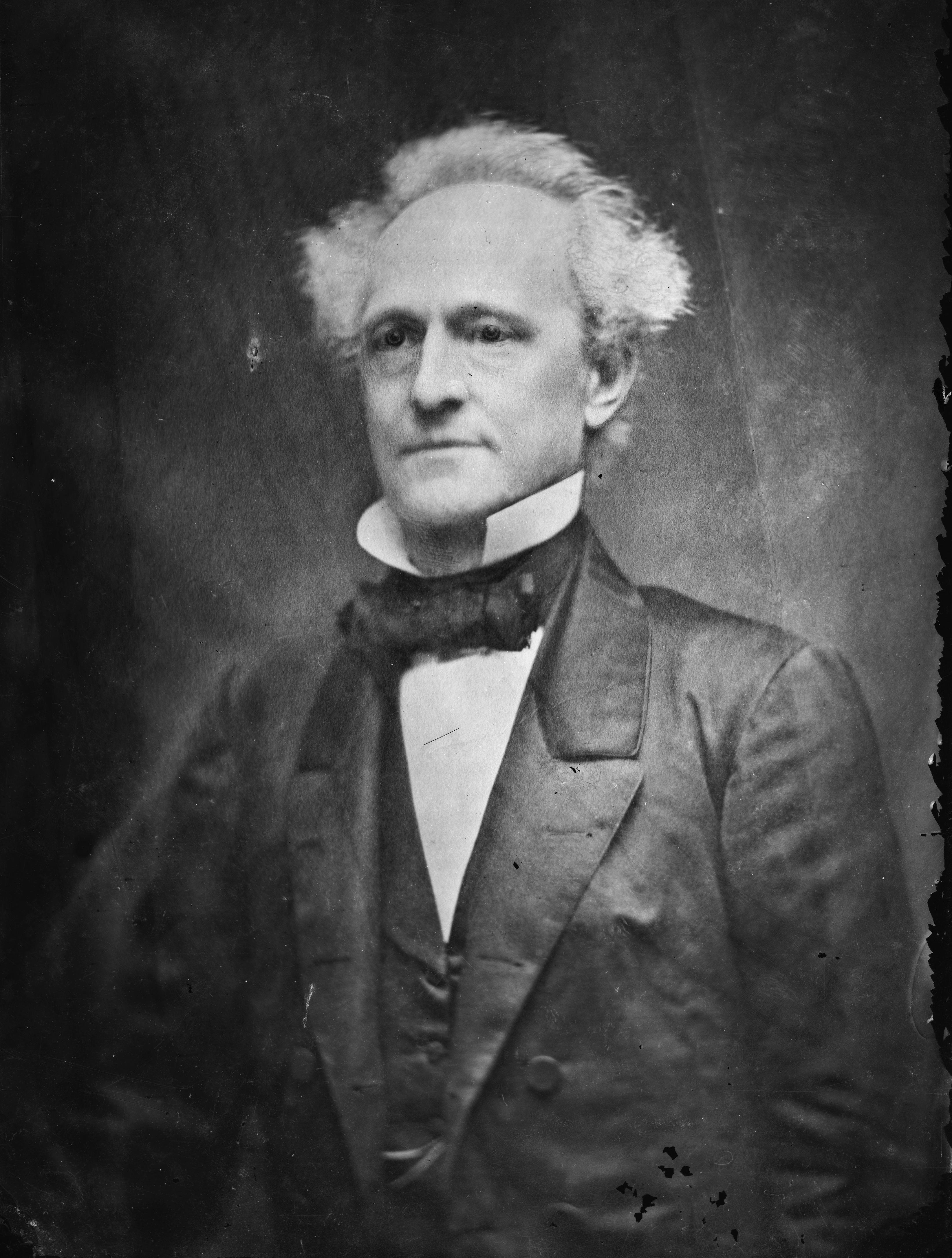
William O. Butler (fotografia da década de 1870).

William Orlando Butler (condado de Jessamine, Kentucky, 19 de abril de 1791 – Carrollton (Kentucky), 6 de agosto de 1880) foi um general e político democrata americano. Foi candidato à vice-presidência na candidatura de Lewis Cass em 1848.

## Biografia
Depois de estudar Direito, Butler alistou-se no exército no início da Guerra de 1812 para lutar contra os ingleses e os aliados índios destes últimos. Capturado pelos índios na batalha de Frenchtown (22 de janeiro de 1813), foi aprisionado durante algum tempo em Fort Niagara. Libertado pelos ingleses, entrou na batalha do Rio Thames (5 de outubro de 1813), distinguindo-se com uma coragem que lhe valeu o posto de coronel. Butler e os seus homens foram depois enviados para a Louisiana para ajudar Andrew Jackson a defender Nova Orleães.

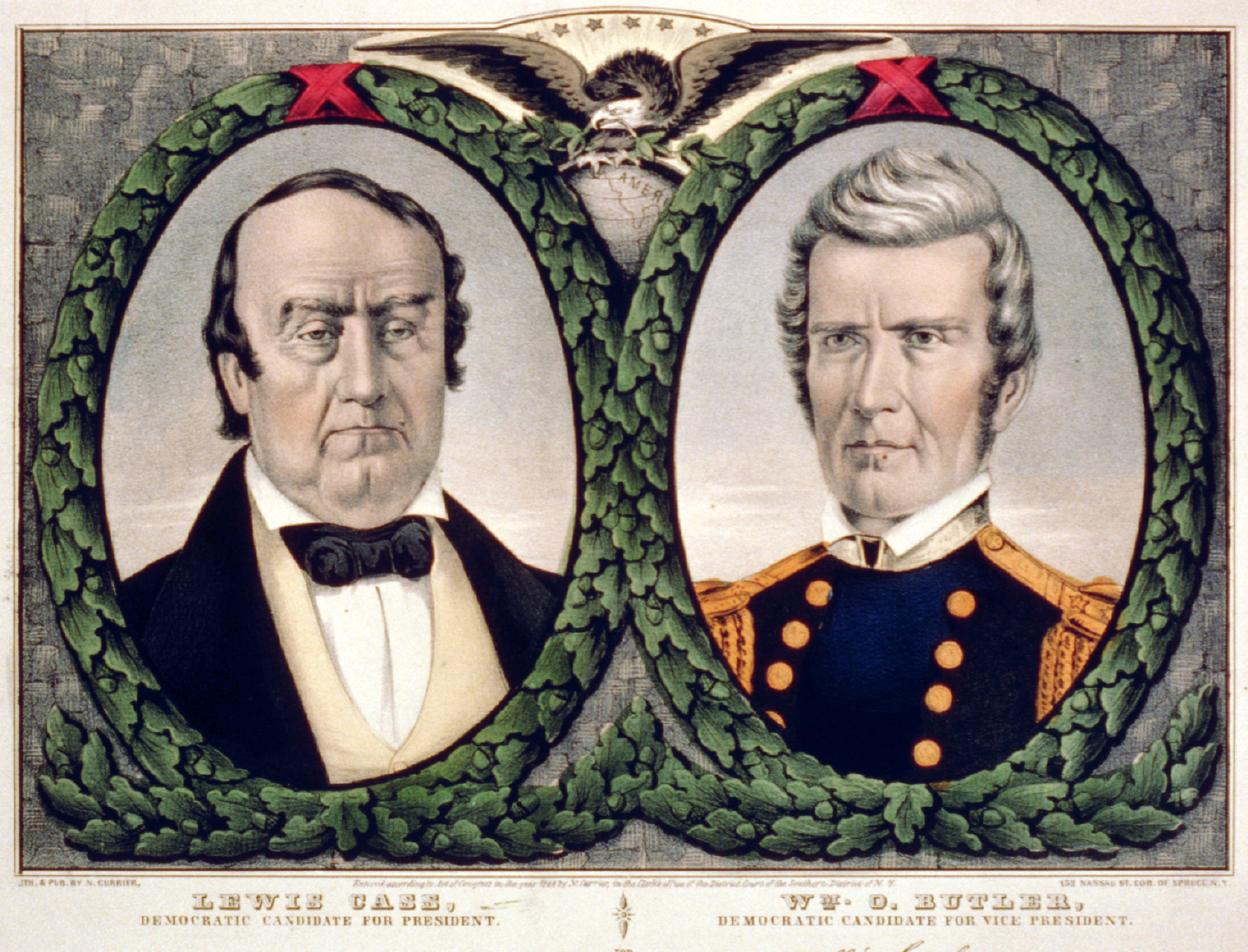
O "ticket" democrata de 1848 : Lewis Cass (à esquerda) e William O. Butler (à direita).

Com o final da Guerra de 1812, Butler voltou ao Kentucky. No período 1817-1844, trabalhou como advogado e político. Eleito representante (democrata) do Kentucky na Câmara de Representantes dos Estados Unidos (1839-1843), foi em 1844 o candidato sem êxito do seu partido ao posto de governador do estado. 
Nomeado major-general e colocado a liderar uma divisão de voluntários (1846), entrou na Guerra Mexicano-Americana. Vice do general Zachary Taylor durante a batalha de Monterrey, foi aí ferido. Em fevereiro de 1848, substituiu o general Winfield Scott na liderança do exército, até ao mês de agosto.
Em 1844, recebeu uma nomeação unânime do seu partido para governador. Descrito como o mais extraordinário candidato que os democratas tiveram para o cargo de governador, a sua corrida contra o candidato do Partido Whig , William Owsley foi renhida: Owsley venceu com 59 680 votos e Butler teve 55 056.
Perante a eleição presidencial de 1848, foi escolhido como candidato à vice-presidência pelo Partido Democrata, que procurava um candidato para fazer frente à candidatura whig de Zachary Taylor, outro herói da Guerra Mexicano-Americana.

Em 1855, recusou ser candidato ao posto de governador do Território do Nebraska.
Democrata e proprietário de escravos, Butler era porém moderado: opôs-se à extensão da escravatura e era favorável a uma política de emancipação progressiva, permaneceu fiel à União durante a Guerra da Secessão.